# سهره چابک اوآهو

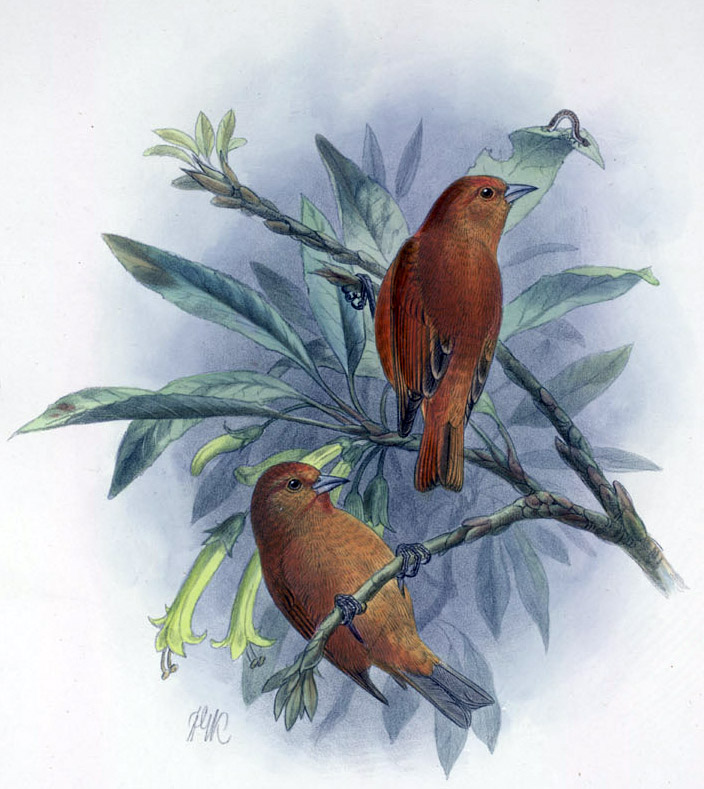
نگاره‌ای از سهره چابک اوآهو

سهره چابک اوآهو (نام علمی: Loxops wolstenholmei) پرنده کوچکی است که شیرهٔ گل‌ها را به کمک نوک بلند و خمیدهٔ خود از گل‌های لوله‌ای شکل می‌خورد. ولی پیش از اینکه کسی دربارهٔ این پرنده مطالعه کند، از زیستگاه خود در جزایر هاوایی ناگهان ناپدید شد. هیچ‌کس نمی‌داند که چرا منقرض شدند. ممکن است مهاجران گلزارها را ازبین برده یا شاید از پرندگانی که مهاجران به جزیره آورده بودند بیمار شدند. به هر حال تا حدود ۱۲۰ سال پیش همهٔ این پرندگان از میان رفتند.